# Popis hrvatskih veleposlanika u Ukrajini
Republika Hrvatska i Ukrajina održavaju diplomatske odnose od 18. veljače 1992. Sjedište veleposlanstva je u Kijevu.

## Veleposlanici
Veleposlanstvo Republike Hrvatske u Ukrajini osnovano je odlukom predsjednika Republike od 23. ožujka 1992.
| Veleposlanik          | Postavljenje       | Opoziv              | Sjedište |
| --------------------- | ------------------ | ------------------- | -------- |
| Onesin Cvitan         | 5. kolovoza 1992.  | 31. siječnja 1995.  | Kijev    |
| Đuro Vidmarović       | 13. prosinca 1994. | 31. prosinca 1998.  | Kijev    |
| Marijan Kombol        | 15. lipnja 1999.   | 31. listopada 2000. | Kijev    |
| Andrija Karafilipović | 27. veljače 2001.  | 30. srpnja 2001.    | Kijev    |
| Mario Mikolić         | 12. ožujka 2002.   | 30. prosinca 2006.  | Kijev    |
| Željko Kirinčić       | 31. prosinca 2006. | 1. rujna 2012.      | Kijev    |
| Tomislav Vidošević    | 15. rujna 2012.    | 31. kolovoza 2018.  | Kijev    |
| Anica Djamić          | 1. siječnja 2019.  |                     | Kijev    |

## Vanjske poveznice
- Ukrajina na stranici MVEP-a